# Giacomo Maria Airoli
Giacomo Maria Airoli (Genova, 1660 – Roma, 27 marzo 1721) è stato un gesuita e orientalista italiano, commentatore delle Sacre Scritture.
È stato professore di lingua ebraica alla Pontificia Università Gregoriana e poi prese il posto del Cardinale Giovanni Battista Tolomei sulla cattedra di controversie. La sua conoscenza dell'ebraico è dimostrata dalla sua traduzione del sermone di Papa Clemente XI. 
È autore di numerose dissertazioni sulle Scritture, per la gran parte sulle cronologie, che erano tenute in grande considerazione. L'elenco completo dei suoi lavori è riportato in Bibliothèque de la Compagnie de Jesus (Paris, 1890), I, 717 di Carlos Sommervogel che ne enumera quattordici tra le quali:
- "Dissertatio Biblica in quâ Scripturæ textus aliquot insigniores, adhibitis linguis hebræa, syriaca, chaldaica, arabica, græca, . . . dilucidantur" (Roma, 1704);
- "Liber LXX hebdomadum resignatus, seu in cap. IX Danielis dissertatio" (Roma, 1713), più volte ripubblicato;
- "Dissertatio chronologica de anno, mense, et die mortis Domini Nostri Jesus Christi" (Roma, 1718).